# Chu Hoàng
Chu Hoàng (chữ Hán: 周煌, 1714 – 1785) , tự Cảnh Viên (景垣) hay Tự Sở (緒楚), hiệu Hải Sơn (海山), người Phù Châu, phủ Trùng Khánh, tỉnh Tứ Xuyên , quan viên, nhà ngoại giao, nhà văn đời Thanh. Ông là tác giả của Lưu Cầu quốc chí lược – một trong những nguồn sử liệu quan trọng về quần đảo Lưu Cầu còn giữ được đến ngày nay.

## Sự nghiệp
Năm Càn Long thứ 2 (1737), Hoàng đỗ Tiến sĩ, xếp hạng thứ 24 của Đệ nhị giáp, được đổi làm Thứ cát sĩ; sau khi vượt qua kỳ khảo thí của Hàn Lâm viện, được thụ chức Biên tu.
Năm thứ 6 (1741), Hoàng được làm Phó khảo quan của kỳ thi Hương ở Sơn Đông. Năm thứ 7 (1742), Hoàng được làm Đồng khảo quan kỳ thi Hội. Năm thứ 9 (1744), Hoàng được làm Đồng khảo quan kỳ thi Hương ở phủ Thuận Thiên. Năm thứ 12 (1747), Hoàng được làm Chánh khảo quan kỳ thi Hương ở Vân Nam. Năm thứ 19 (1754), Hoàng được làm Vân Nam Án sát sứ tư Phó sứ. Năm thứ 20 (1755), Hoàng được thăng làm Hữu Xuân phường Hữu trung doãn.
Năm thứ 21 (1756), Hoàng được làm Hàn Lâm viện Thị giảng. Cùng năm, triều đình sách phong Lưu Cầu quốc chủ Thượng Mục làm Trung Sơn vương, lấy Thị giảng Toàn Khôi làm Chánh sứ, Hoàng làm phó.  Đến đảo Kume thì gặp bão, thuyền của sứ giả bị đứt dây neo, phó mặc chìm nổi trên biển, khiến cho sứ đoàn trải qua một phen kinh sợ. Tại Lưu Cầu, binh sĩ của sứ đoàn gây ra nhiều việc trái phép, nhưng Khôi, Hoàng trở về lại không hề báo cáo lên triều đình. Năm thứ 22 (1757), Hoàng dâng lên bộ sách Lưu Cầu quốc chí lược, triều đình cho ấn hành, gọi là Vũ Anh điện Tụ Trân bản. Bọn Hoàng bị hặc ở Lưu Cầu không ước thúc binh sĩ, triều đình giao xuống cho bộ Lại nghị tội. Bộ Lại cho rằng bọn Hoàng đáng chịu đoạt quan, Càn Long Đế thương tình bọn Hoàng đi sứ xa xôi, còn trải qua một phen nguy hiểm, nên khoan thứ, vẫn cho lưu nhiệm.
Năm thứ 23 (1758), Hoàng được xét Nhị đẳng trong kỳ Đại khảo quan viên của triều đình, được khôi phục chức danh, ít lâu sau được thăng làm Tả Xuân phường Tả thứ tử, nhận mệnh làm Thượng thư phòng Hành tẩu. Năm thứ 24 (1759), Hoàng được thăng làm Thị giảng Học sĩ. Năm thứ 25 (1760), Hoàng được làm Chánh khảo quan kỳ thi Hương ở Phúc Kiến. Năm thứ 26 (1761), Hoàng được cất nhắc làm Nội các Học sĩ kiêm Lễ bộ Thị lang, Đề đốc Giang Tây học chánh. Năm thứ 31 (1766), Hoàng được làm Hình bộ hữu Thị lang, kiêm sung Điện thí Độc quyển quan. Năm thứ 32 (1767), Hoàng làm Binh bộ hữu Thị lang. Năm thứ 33 (1768), Hoàng được thăng Binh bộ tả Thị lang kiêm Chiết Giang học chánh. Năm thứ 37 (1772), Hoàng được sung làm Tri võ cử, lại đảm nhiệm Điện thí Độc quyển quan.
Tháng 5 ÂL năm thứ 38 (1773), Hoàng nhận mệnh đi Tứ Xuyên tra án dân Bích Sơn kiện võ sanh chèn ép; tháng 10 ÂL, lại nhận mệnh đi Tứ Xuyên tra án học sanh Bồng Khê kiện huyện lại chèn ép; đều tra xét rõ ràng, phán tội theo luật định.
Năm thứ 40 (1775), Hoàng lại được sung làm Tri võ cử. Năm thứ 43 (1778), Hoàng lần thứ 3 được làm Tri võ cử. Năm thứ 44 (1779), Hoàng được làm Tứ khố toàn thư quán Tổng duyệt, kiêm Công bộ Thượng thư. Năm thứ 45 (1780), Hoàng được làm phó khảo quan kỳ thi Hội kiêm Binh bộ Thượng thư.
Năm thứ 46 (1781), Càn Long Đế ghé Nhiệt Hà, Hoàng đến hành tại gặp mặt. Tứ Xuyên nhiều giặc cướp, gọi là Quắc Lỗ Tử. Tổng đốc Văn Thụ dâng sớ báo lên, đã sai quan tướng bắt bớ trị tội. Càn Long Đế hỏi riêng Hoàng, ông đáp: "Quắc Lỗ Tử phần nhiều vẫn còn, huyện đều có trăm mười mấy người, thủ lãnh của chúng gọi là ‘bằng đầu’. Ban ngày cướp bóc, quan tướng bỏ qua không hỏi. Thậm chí châu, huyện còn có lại, lính cũng tham gia, tên lính ở huyện Đại Trúc làm thủ lãnh bọn cướp, có hiệu là ‘Nhất chích hổ’." Càn Long Đế bèn bãi chức của Văn Thụ, điều Phúc Khang An làm Tứ Xuyên Tổng đốc, mệnh cho ông ta bảo vệ làng quê của Hoàng.
Năm thứ 47 (1782), Hoàng được làm Thượng thư phòng Tổng sư phó (đứng đầu nhóm thầy giáo của các Hoàng tử); chưa sang năm, Càn Long Đế cho rằng Hoàng không xứng làm Tổng sư phó, nên bãi ông. Năm thứ 49 (1784), Hoàng được làm Đô sát viện Tả đô ngự sử. Năm thứ 50 (1785), Hoàng xưng bệnh xin hưu, triều đình giáng chiếu cho ông thụ chức Binh bộ Thượng thư, gia hàm Thái tử Thiếu phó để trí sĩ. Ít lâu sau Hoàng mất, được tặng hàm Thái tử Thái phó, ban lễ tứ táng, thụy là Văn Cung (文恭).

## Tác phẩm: Lưu Cầu chí lược
Lưu Cầu quốc chí lược có 16 quyển, trình bày đầy đủ và cụ thể các vấn đề lịch sử, địa lý, phong tục, xã hội, văn hóa, kinh tế của nước Lưu Cầu, giúp nhà Thanh đề ra chính sách đối ngoại phù hợp.